# Альтенгштетт
Альтенгштетт (нім. Althengstett) — громада в Німеччині, знаходиться в землі Баден-Вюртемберг. Підпорядковується адміністративному округу Карлсруе. Входить до складу району Кальв.
Площа — 19,16 км2. Населення становить 7876 ос. (станом на 31 грудня 2020).